# Pachyiulus
Lo iulo, o julo, è un millepiedi dalla forma cilindrica ampiamente diffuso in Europa, Asia ed Africa settentrionale.

## Descrizione
Gli juli vivono nel terreno, fra le foglie marcescenti o nel legno in decomposizione. Si nutrono infatti di vegetali più o meno decomposti o attaccati da funghi.
Producono sostanze repellenti colorate di rosso o di arancione di un cattivo odore, che escono da una serie di pori situati a lato del corpo.

## Riproduzione
Le femmine depongono le uova nel legno marcio o, più spesso, nel terreno umido. Ne nascono delle piccole larve che svilupperanno, attraverso una decina di mute, un numero crescente di segmenti e zampe.

## Tassonomia
I pachyiulus vengono distribuiti secondo la seguente tassonomia:
- Pachyiulus asiaeminoris (Verhoeff, 1898)
- Pachyiulus aternanus (Verhoeff, 1930)
- Pachyiulus berlesei (Verhoeff, 1894)
- Pachyiulus bosniensis (Verhoeff, 1895)
- Pachyiulus brussensis (Verhoeff, 1941)
- Pachyiulus cassinensis (Verhoeff, 1910)
- Pachyiulus cattarensis (Latzel, 1884)
- Pachyiulus cedrophilus (Attems, 1911)
- Pachyiulus clavatus (Verhoeff, 1923)
- Pachyiulus comatus (Attems, 1899)
- Pachyiulus communis (Savi, 1817)
- Pachyiulus dentiger (Verhoeff, 1901)
- Pachyiulus foetidissimus (Muralewitz, 1907)
- Pachyiulus fuscipes (C. L. Koch, 1847)
- Pachyiulus humicola (Verhoeff, 1910)
- Pachyiulus hungaricus (Karsch, 1881)
- Pachyiulus krivolutskyi (Golovatch, 1977)
- Pachyiulus lobifer (Attems, 1939)
- Pachyiulus longelobulatus (Attems, 1902)
- Pachyiulus marmoratus (Verhoeff, 1901)
- Pachyiulus oenologus (Berlese, 1886)
- Pachyiulus oraniensis (Verhoeff, 1901)
- Pachyiulus pluto (Verhoeff, 1910)
- Pachyiulus posthirsutus (Verhoeff, 1923)
- Pachyiulus semiflavus (C. L. Koch, 1847)
- Pachyiulus silvestrii (Verhoeff, 1923)
- Pachyiulus sinaimontis (Verhoeff, 1901)
- Pachyiulus speciosus (Verhoeff, 1901)
- Pachyiulus valonensis (Verhoeff, 1901)
- Pachyiulus varius (Fabricius, 1781)
- Pachyiulus venetus (Verhoeff, 1926)